# Johann Anton Moritz
Johann Anton Moritz (* 28. Juni 1758 in Worms; † 22. Juni 1820 in Frankfurt am Main) war ein deutscher Politiker der Freien Stadt Frankfurt.
Johann Anton Moritz war Jurist in Frankfurt am Main. Von 1816 bis 1820 war er als Senator Mitglied im Senat der Freien Stadt Frankfurt. Er gehörte 1817 dem Gesetzgebenden Körper an. 